# Journalistutbildning i Sverige
Journalistutbildning i Sverige har funnits sedan 1959 då journalistinstituten i Stockholm och Göteborg inrättades. 2015 fanns det program eller kurs på 11 universitet och högskolor, 11 folkhögskolor, samt på Poppius Journalistskola och GTV TV-produktion. Det är även möjligt att ta en masterexamen efter avslutat kandidatprogram.
Utbildningen ger färdigheter och kunskaper för att kunna arbeta som journalist. Utbildningslängden varierar mellan 1 och 3 år.  För att vara verksam som journalist krävs däremot ingen examen. Andelen journalister med en formell journalistutbildning från universitet, högskola, folkhögskola eller yrkeshögskola ökade från 42% 1989 till 74% 2011, enligt JMG:s undersökning av slumpmässigt utvalda medlemmar i Journalistförbundet.

## Historia

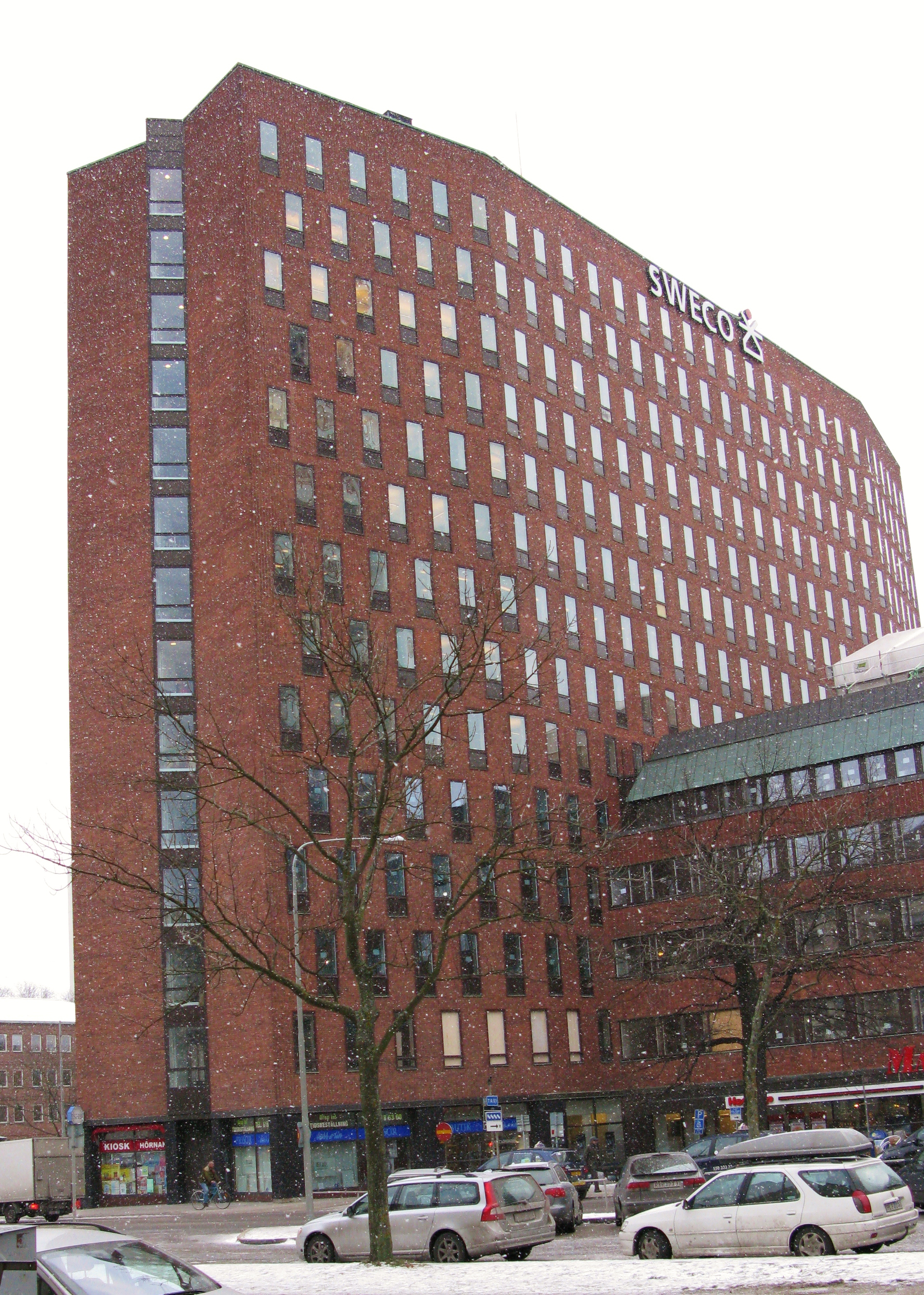
Journalisthögskolan i Stockholm höll till i journalistinstitutets lokaler i dåvarande Svenska Dagbladets hus.

Journalistinstituten i Stockholm och Göteborg inrättades 1959 som den första formella journalistutbildningen i Sverige. Detta skedde på initiativ av Journalistförbundet, Tidningsutgivarna och Publicist-klubben. Tre år senare förstatligades utbildningen men branschen behöll sitt inflytande. 1967 ombildades journalistinstituten i Stockholm och Göteborg till högskolor och tio år senare integrerades utbildningen med universiteten.
Det som en gång var Journalisthögskolan i Stockholm (JHS) finns idag på Institutionen för mediestudier, enheten för journalistik, medier och kommunikation (JMK), på Stockholms universitet. Tidigare Journalisthögskolan i Göteborg (JHG) är på ett liknande sätt införlivad med Göteborgs universitet på Institutionen för journalistik, medier och kommunikation (JMG). Efter att de första åren fungerat relativt självständigt, integrerades de tillsammans med relaterade medieutbildningar cirka 1990 i den samhällsvetenskapliga fakulteten i Göteborg och den humanistiska fakulteten i Stockholm. Som begrepp lever dock uttrycket "journalisthögskolan" kvar som beteckning på de institutioner som ersatte journalisthögskolorna.

## Lista över journalistutbildningar i Sverige[5]

### Högskola/universitet
- Institutionen för mediestudier vid Stockholms universitet
- Institutionen för journalistik, medier och kommunikation vid Göteborgs universitet
- Mittuniversitetet
- Linnéuniversitetet
- Umeå universitet
- Luleå tekniska universitet
- Lunds universitet
- Uppsala universitet
- Södertörns högskola

### Folkhögskola
- Jakobsbergs folkhögskola
- Tollare folkhögskola
- Kaggeholms folkhögskola
- Ljungskile folkhögskola
- Södra vätterbygdens folkhögskola
- Skurups folkhögskola
- Strömbäcks folkhögskola
- Kalix folkhögskola
- Bollnäs folkhögskola
- Vara folkhögskola
- Nordens fotoskola/Biskops Arnö

### Övriga utbildningar
- Poppius Journalistskola
- GTV TV-produktion